# Ameiurus
Ameiurus là một chi cá da trơn trong họ Ictaluridae. 

## Các loài
Hiện tại ghi nhận được 7 loài còn tồn tại:
- Ameiurus brunneus D. S. Jordan, 1877
- Ameiurus catus (Linnaeus, 1758)
- Ameiurus melas (Rafinesque, 1820)
- Ameiurus natalis (Lesueur, 1819)
- Ameiurus nebulosus (Lesueur, 1819)
- Ameiurus platycephalus (Girard, 1859)
- Ameiurus serracanthus (Yerger & Relyea, 1968)

Các loài đã tuyệt chủng
- †Ameiurus hazenensis
- †Ameiurus lavetti
- †Ameiurus leidyi
- †Ameiurus macgrewi
- †Ameiurus pectinatus
- †Ameiurus reticulatus
- †Ameiurus sawrockensis
- †Ameiurus vespertinus